# Anna Łabno
Anna Łabno – polska prawnik, konstytucjonalistka, profesor nauk prawnych (2015), nauczyciel akademicki Wydziału Prawa i Administracji Uniwersytetu Śląskiego w Katowicach.

## Życiorys
Jest córką Zbigniewa Łabno. W 1977 ukończyła studia prawnicze na Wydziale Prawa i Administracji Uniwersytetu Śląskiego w Katowicach. W 1985 uzyskała tam stopień naukowy doktora nauk prawnych na podstawie napisanej pod kierunkiem Eugeniusza Zwierzchowskiego rozprawy pt. Od rządów autorytarnych do demokracji parlamentarnej. Rewolucja portugalska 1974–1976. W 1997 otrzymała na tym samym wydziale stopień doktora habilitowanego nauk prawnych na podstawie dorobku naukowego oraz pracy pt. Iberyjska droga do demokracji. Studium prawnokonstytucyjne. 30 grudnia 2015 prezydent RP Andrzej Duda nadał jej tytuł naukowy profesora nauk prawnych.
Pełniła funkcję prorektora Uniwersytetu Śląskiego. Była wiceprezesem Polskiego Towarzystwa Prawa Konstytucyjnego. Została profesorem nadzwyczajnym Uniwersytetu Śląskiego, kierownikiem Katedry Prawa Konstytucyjnego WPiA UŚl.
30 marca 2016 została powołana przez marszałka Sejmu Marka Kuchcińskiego w skład Zespołu Ekspertów do Spraw problematyki Trybunału Konstytucyjnego, który otrzymał za zadanie podjęcie kwestii powodujących zaistniały w 2015 kryzys wokół TK (zespół złożył raport 1 sierpnia 2016).
Premier Beata Szydło powołała ją w skład Rady Legislacyjnej.
W czerwcu 2017 wspólnie z Bogusławem Banaszakiem i Bogumiłem Szmulikiem opracowała na zlecenie partii Prawo i Sprawiedliwość ankietę w sprawie nowej konstytucji skierowaną do polskich prawników-konstytucjonalistów. Na ponad 102 rozesłane ankiety poza autorami odpowiedziało 11 osób.
Podczas trwania kryzysu wokół Sądu Najwyższego w Polsce stała na stanowisku, iż ustawy uchwalane przez Prawo i Sprawiedliwość są zgodne z konstytucją RP.
Weszła w skład komitetu wspierającego kandydaturę Karola Nawrockiego na prezydenta RP w wyborach w 2025.
Posługiwała się także nazwiskiem Łabno-Jabłońska (np. w publikacjach: Iberyjska droga do demokracji, Zgromadzenie Republiki Portugalii).